# 香港2004年度授勳及嘉獎名單
香港2004年授勳名單，2004年7月1日於憲報刊登，共有376人授勳及嘉獎，這是香港主權移交以來第7份授勳名單。授勳典禮於10月9日在禮賓府舉行。

## 授勳及嘉獎名單

### 金紫荆星章
- 霍震霆議員，GBS，JP
- 劉健儀議員，GBS，JP
- 葉國謙議員，GBS，JP
- 鮑文先生，GBS，JP（Mr. Haider Hatim Tyebjee BARMA, G.B.S., J.P.）
- 周亦卿博士，GBS
- 胡應湘爵士，GBS
- 梁寶榮先生，GBS，JP
- 方鏗先生，GBS，JP
- 艾爾敦先生，GBS，JP（Mr. David Gordon ELDON, G.B.S., J.P.）
- 施祖祥先生，GBS，JP
- 袁武先生，GBS，JP
- 盛智文博士，GBS，JP（Dr. Allan ZEMAN, G.B.S., J.P.）
- 蔡永善醫生，GBS，JP
- 鄭維志先生，GBS，JP
- 葉慧珍女士，GBS

### 金英勇勳章
- 張振威先生，MBG（追授）[1]

### 銀紫荊星章
- 丁午壽議員，SBS，JP
- 吳亮星議員，SBS，JP
- 許長青議員，SBS，JP
- 劉炳章議員，SBS
- 馬逢國議員，SBS，JP
- 鄧國楨法官，SBS，JP
- 林健鋒先生，SBS，JP
- 麥清雄先生，SBS，JP
- 白仲安先生，SBS，JP（Mr. John Robertson BUDGE, S.B.S., J.P.）
- 林光宇先生，SBS，JP
- 胡漢清先生，SBS，SC，JP
- 袁國勇教授，SBS，JP
- 梁君彥先生，SBS，JP
- 許晉奎先生，SBS，JP
- 楊釗博士，SBS，JP
- 廖約克博士，SBS，JP
- 翟信賢先生，SBS，JP（Mr. Christopher Iain Carlyle JACKSON, S.B.S., J.P.）
- 戴德豐博士，SBS，JP
- 侯瑞培先生，SBS
- 何禮泰先生，SBS（Mr. James Wyndham John HUGHES-HALLETT, S.B.S.）
- 李歐亞達利先生，SBS（Mr. Leo A. DALY, S.B.S.）
- 沈祖堯教授，SBS
- 汪明荃女士，SBS

### 銀英勇勳章
- 葉子恆先生，MBS

### 紀律部隊及廉政公署卓越獎章
香港警察卓越獎章
- 陳偉基先生，PDSM
- 鄧竟成先生，PDSM
- 白必敬先生，PDSM（Mr. Peter Charles BURBIDGE-KING, P.D.S.M.）
- 麥文本先生，PDSM
- 湯明善先生，PDSM（Mr. David Graham THOMAS, P.D.S.M.）
- 鍾曉鵬先生，PDSM

香港消防事務卓越獎章
- 朱文駿先生，FSDSM

香港入境事務卓越獎章
- 蔡漢權先生，IDSM

香港海關卓越獎章
- 周廣先生，CDSM
- 周藹桐先生，CDSM
- 黃秀培先生，CDSM

### 銅紫荊星章
- 李鳳英議員，BBS，JP
- 陳振彬先生，BBS，JP
- 尹志強先生，BBS，JP
- 王紹爾先生，BBS，JP
- 左偉國醫生，BBS，JP
- 吳水麗先生，BBS，JP
- 李漢城先生，BBS，JP
- 周永成先生，BBS，JP
- 林和起先生，BBS，JP
- 林菲臘先生，BBS，JP（Mr. Philip Trevor NUNN, B.B.S., J.P.）
- 林薇玲醫生，BBS，JP
- 許德先生，BBS，JP（Mr. Anthony Martin HEIGHT, B.B.S., J.P.）
- 郭大偉博士，BBS，JP（Dr. David George CLARKE, B.B.S., J.P.）
- 陳永生先生，BBS，JP
- 陸觀豪先生，BBS，JP
- 黃玉山教授，BBS，JP
- 黃振韶先生，BBS，JP
- 楊港興先生，BBS，JP
- 溫麗友女士，BBS，JP
- 趙世存先生，BBS，JP
- 齊銥教授，BBS，JP
- 潘存恩博士，BBS，JP
- 蔡淑娟女士，BBS，JP
- 鄧桂能先生，BBS，JP
- 賴錫璋先生，BBS，JP
- 鍾麗幗女士，BBS，JP
- 鍾偉平先生，BBS，MH
- 袁士傑先生，BBS，MH
- 游俊英先生，BBS
- 尹廣霖先生，BBS
- 毛俊輝先生，BBS
- 王賜豪醫生，BBS
- 司徒永康醫生，BBS
- 任燕珍醫生，BBS
- 何建宗教授，BBS
- 吳永祥先生，BBS
- 吳宇森先生，BBS
- 吳祖南博士，BBS
- 吳漢良先生，BBS
- 佰利先生，BBS（Mr. Nigel Philip BURLEY, B.B.S.）
- 林貴昌先生，BBS
- 林學甫先生，BBS
- 韋以安先生，BBS（Mr. Ian Francis WADE, B.B.S.）
- 張晴雲先生，BBS
- 曹王敏賢博士，BBS
- 畢嘉霖醫生，BBS（Dr. Thomas Anthony BUCKLEY, B.B.S.）
- 陳肖齡女士，BBS
- 陸趙鈞鴻博士，BBS
- 傅俊康先生，BBS
- 曾艾壯醫生，BBS
- 黃永剛先生，BBS
- 黃定光先生，BBS
- 楊超成先生，BBS
- 葉肇和先生，BBS
- 劉國康先生，BBS
- 劉紹鈞教授，BBS
- 談兆麟教授，BBS
- 黎果先生，BBS（Mr. Georges LEGROS, B.B.S.）
- 盧永雄先生，BBS
- 閻惠昌先生，BBS
- 戴東嶽先生，BBS
- 鍾華楠先生，BBS
- 鍾業華教授，BBS

### 銅英勇勳章
- 鄧成東機長，MBB
- 蔡照明先生，MBB，GMSM
- 李健祥先生，MBB
- 王俊邦機長，MBB
- 陳志培機長，MBB
- 曾仲斌先生，MBB
- 楊廣武先生，MBB

### 紀律部隊及廉政公署榮譽獎章
香港警察榮譽獎章
- 王立平先生，PMSM
- 吳家聲先生，PMSM
- 李志盛先生，PMSM
- 林善政先生，PMSM
- 侯高風先生，PMSM（Mr. Noel Desmond HOWCROFT, P.M.S.M.）
- 姚志明先生，PMSM
- 姚啟波先生，PMSM
- 胡敬平先生，PMSM（Mr. Philip James WOOLCOTT-BROWN, P.M.S.M.）
- 張以添先生，PMSM
- 張百敏先生，PMSM
- 張洪泰先生，PMSM
- 梁靜君女士，PMSM
- 許秉志先生，PMSM（Mr. Jeffrey Owen HERBERT, P.M.S.M.）
- 陳星德先生，PMSM
- 陳耀國先生，PMSM
- 彭滿均先生，PMSM
- 趙藝文先生，PMSM
- 蔡建祥先生，PMSM
- 蔡黃鳳儀女士，PMSM
- 鄧厚江先生，PMSM
- 鍾發揚先生，PMSM
- 簡志光先生，PMSM
- 顧履勤先生，PMSM（Mr. Austin KERRIGAN, P.M.S.M.）

香港消防事務榮譽獎章
- 丁煥森先生，FSMSM
- 何煒傑先生，FSMSM
- 吳邦來先生，FSMSM
- 胡耀華先生，FSMSM
- 陳楚成先生，FSMSM
- 麥冬青先生，FSMSM
- 董東山先生，FSMSM
- 黎文軒先生，FSMSM
- 鍾昌偉先生，FSMSM

香港入境事務榮譽獎章
- 卜國安先生，IMSM
- 尹兆峯先生，IMSM
- 周唐潔玲女士，IMSM
- 陳毓駿先生，IMSM
- 鄭炳溢先生，IMSM
- 謝耀爵先生，IMSM

香港海關榮譽獎章
- 王文明先生，CMSM
- 何奕東先生，CMSM
- 吳偉明先生，CMSM
- 李民智先生，CMSM
- 歐陽可樂先生，CMSM
- 鄭甘穆先生，CMSM
- 譚耀強先生，CMSM

香港懲教事務榮譽獎章
- 何沛霖先生，CSMSM
- 李國標先生，CSMSM
- 林發榮先生，CSMSM
- 姚超傑先生，CSMSM
- 洪惠長先生，CSMSM
- 梁鑑誠先生，CSMSM
- 陳久麟先生，CSMSM
- 麥有得先生，CSMSM
- 喬祥雲先生，CSMSM

香港廉政公署榮譽獎章
- 祈國利先生，IMS（Mr. Peter GREGORY, I.M.S.）
- 張松達先生，IMS

### 榮譽勳章
- 林胡秀霞女士，MH，JP
- 文春輝先生，MH
- 吳錦泉先生，MH
- 李國英先生，MH
- 周鎮榮先生，MH
- 陳有海先生，MH
- 陳國添先生，MH
- 黃志明先生，MH
- 葉志堅先生，MH
- 葉興國先生，MH
- 鄧偉明先生，MH
- 黃權威先生，MH
- 蕭成財先生，MH
- 丁良輝先生，MH
- 于善基先生，MH
- 文漢明先生，MH
- 王玉笛女士，MH
- 王昌適先生，MH
- 朱頌明醫生，MH
- 何鳳儀女士，MH
- 何耀明先生，MH
- 余文聰先生，MH
- 余衛祖醫生，MH
- 吳守基先生，MH
- 吳海濱先生，MH
- 李家暉先生，MH
- 李偉熊先生，MH
- 李瑞成先生，MH
- 佘繼標先生，MH
- 屈錦城先生，MH
- 林世榮博士，MH
- 林序閣先生，MH
- 林綿基先生，MH
- 柯成睦先生，MH
- 唐大威先生，MH
- 夏士雄先生，MH
- 徐紅英女士，MH
- 徐美雲女士，MH
- 徐錦輝先生，MH
- 殷巧兒女士，MH
- 翁維雄醫生，MH
- 馬逢強先生，MH
- 馬慶豐先生，MH
- 高耀森醫生，MH
- 張小燕博士，MH
- 張煒林先生，MH
- 張福成先生，MH
- 曹世植醫生，MH
- 梅應源先生，MH
- 脫新範女士，MH
- 陳永錦先生，MH
- 陳起馨先生，MH
- 陳偉仲先生，MH
- 陳偉麟先生，MH
- 陳漢文先生，MH
- 陳潤誠先生，MH
- 陳寶珠女士，MH
- 彭藝珠女士，MH（Ms. Adrielle M. PAÑARES, M.H.）
- 曾其鞏先生，MH
- 曾德誠先生，MH
- 程棣妍女士，MH
- 黃任民先生，MH
- 黃栢齡先生，MH
- 黃權衡先生，MH
- 楊位醒先生，MH
- 葉肖萍女士，MH
- 葉振南先生，MH
- 葉潔馨女士，MH
- 詹耀焯先生，MH
- 雷兆輝醫生，MH
- 劉文文女士，MH
- 劉展灝先生，MH
- 劉德華先生，MH
- 盧天送先生，MH
- 蕭文波工程師，MH
- 羅卡先生，MH

### 行政長官社區服務獎狀
- 宋偉澄先生
- 李慧琼女士
- 林家強先生
- 柯創盛先生
- 區能發先生
- 陳國華先生
- 陳國旗先生
- 黃建彬先生
- 劉天生先生
- 盧三勝先生
- 丁滿田先生
- 文仁先生
- 王欽賢先生
- 古揚邦先生
- 石堅華先生
- 何漢文先生
- 余杜勝先生
- 李大拔教授
- 李包帶先生
- 李國雄先生
- 李國鴻先生
- 李敬忠先生
- 周水先生
- 周超新先生
- 林小玲女士
- 林維錶先生
- 林銘森先生
- 姚家安先生
- 姬樂先生（Mr. Paul Ashley KEYLOCK）
- 區艷龍女士
- 張志榮先生
- 張彼得先生
- 張振斌先生
- 張健恩先生
- 梁啟明先生
- 梁錦華先生
- 符樹強先生
- 郭志英女士
- 陳小珠女士
- 陳平先生
- 陳志超先生
- 陳志榮先生
- 陳佩珍女士
- 陳金釗先生
- 陳健先生
- 陸強先生
- 傅立棠先生
- 曾建平先生
- 曾國強先生
- 曾錦明先生
- 黃兆光先生
- 黃來娣女士
- 黃哲民先生
- 黃偉仲先生
- 黃耀榮先生
- 溫華安先生
- 雷德鴻先生
- 廖子良先生
- 劉克溪先生
- 劉京科先生
- 劉明基先生
- 劉焯榮先生
- 潘國華先生
- 鄭丁富先生
- 鄧少輝先生
- 鄧海東先生
- 鄧錫清先生
- 黎德成先生
- 鄺錦榮先生
- 羅馬麗華女士
- 譚日旭先生
- 譚紹華先生
- 譚麗娟女士
- 蘇祉祺先生
- Mrs. Pushpa GURUNG

### 行政長官公共服務獎狀
- 丁沛東機長，MBB
- 王曼霞醫生
- 古志眾先生
- 伍國強先生
- 何志強先生
- 何林燕兒女士
- 余玉簫女士
- 余關翠雯女士
- 吳幼蘭女士
- 吳志華機長
- 吳錦照先生
- 李愛堅女士
- 沈志偉機長
- 周烱堯先生
- 林良彬先生
- 林良就先生
- 祁文慧德女士（Ms. Alison CABRELLI）
- 冼蘭桂女士
- 袁鄺鏽儀女士
- 高永祥先生
- 區德光醫生
- 張錦培先生
- 梁冠雄先生
- 梁淑冰女士
- 陳兆基先生
- 陳偉強先生
- 陳源寶儀女士
- 陳德立博士（Dr. Stephen Gowan CHANDLER）
- 陳蔭禧先生
- 陳耀榮博士
- 勞月儀女士
- 曾昭義醫生
- 曾浩輝醫生
- 黃敦義先生
- 黃騰堅先生
- 楊敬慈先生
- 葉賜權先生
- 歐燕山先生
- 蔡澍基先生
- 鄭榮達先生
- 鄧百標先生
- 鄧龍華先生
- 黎澤霖先生
- 盧陳清泉女士
- 薛肇峰先生
- 簡志輝先生
- 魏宏生先生
- 鄺兆祥先生
- 羅名威先生